# POEMA
POEMA (Programa Pobreza e Meio ambiente na Amazônia), das Programm Armut und Umwelt in Amazonien, ist ein Forschungs- und Entwicklungsprogramm der Bundesuniversität von Pará (UFPA) in Belém, der Hauptstadt des brasilianischen Bundesstaates Pará.
POEMA Deutschland ist das Partnerprogramm dazu.
Das Regenwaldprojekt Poema – Armut und Umwelt in Amazonien wurde nach Mitteilung des Bürgerprojekts AnStifter mit dem mit 5.000 EUR dotierten Stuttgarter Friedenspreis 2008 ausgezeichnet.